# 川上文博

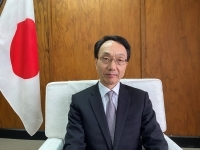
外務省より公表された公式肖像画像

川上 文博（かわかみ ふみひろ、1957年〈昭和32年〉4月13日 - ）は、愛媛県出身の日本の外交官。
在瀋陽総領事などを経て、2020年11月から駐フィジー兼キリバス、ツバル、ナウル大使を務めた。

## 略歴
- 1981年　外務省専門職員採用試験合格
- 1982年3月　東京外国語大学中国語学科卒業
- 1982年4月　外務省入省
- 2005年6月　Ⅰ種職員抜擢
- 2007年8月　在中華人民共和国日本国大使館 一等書記官
- 2008年7月　在中華人民共和国日本国大使館 参事官
- 2010年8月　大臣官房広報文化交流部文化交流課人物交流室長
- 2012年4月　兼 内閣官房副長官補付 内閣参事官（2013年2月まで） 兼 内閣官房行政改革推進室 参事官（2013年1月まで） 兼 内閣府本府行政刷新会議事務局（2012年12月まで）
- 2013年1月　内閣官房行政改革推進本部事務局 参事官 兼 内閣府大臣官房行政改革関係組織検討準備室 参事官
- 2013年2月　外務省総合外交政策局安全保障政策課国際安全・治安対策協力室長
- 2014年7月　東京都都市外交担当部長
- 2016年7月　外務省在中華人民共和国日本国大使館 参事官
- 2018年8月　在瀋陽日本国総領事館 総領事
- 2020年11月　フィジー国兼キリバス国、ツバル国、ナウル国駐箚 特命全権大使
- 2023年10月　依願免職